# Football Club Lausanne-Sport 2019-2020
Questa voce raccoglie le informazioni riguardanti il Football Club Lausanne-Sport nelle competizioni ufficiali della stagione 2019-2020.

## Stagione
Nella stagione 2019-2020 il Losanna, allenato da Giorgio Contini, concluse il campionato di Challenge League al 1º posto e fu promosso in Super League. In Coppa Svizzera il Losanna fu eliminato ai quarti di finale dal Basilea.

## Rosa
| N. |                           | Ruolo | Calciatore          |
| -- | ------------------------- | ----- | ------------------- |
| 1  | Svizzera (bandiera)       | P     | Thomas Castella     |
| 6  | Svizzera (bandiera)       | D     | Elton Monteiro      |
| 7  | Croazia (bandiera)        | C     | Stjepan Kukuruzović |
| 8  | Svizzera (bandiera)       | C     | Joël Geissmann      |
| 9  | Svizzera (bandiera)       | A     | Andi Zeqiri         |
| 11 | Burkina Faso (bandiera)   | A     | Anthony Koura       |
| 13 | Norvegia (bandiera)       | D     | Per-Egil Flo        |
| 14 | Svizzera (bandiera)       | C     | Alexandre Pasche    |
| 17 | Svizzera (bandiera)       | C     | João Oliveira       |
| 18 | Svizzera (bandiera)       | P     | Dany Da Silva       |
| 19 | Svizzera (bandiera)       | C     | Christian Schneuwly |
| 20 | Svizzera (bandiera)       | C     | Maxime Dominguez    |
| 21 | Svizzera (bandiera)       | C     | Cameron Puertas     |
| 23 | Rep. del Congo (bandiera) | D     | Igor N'Ganga        |

| N. |                                 | Ruolo | Calciatore           |
| -- | ------------------------------- | ----- | -------------------- |
| 24 | Svizzera (bandiera)             | D     | Noah Loosli          |
| 25 | Serbia (bandiera)               | D     | Nikola Boranijašević |
| 27 | Svizzera (bandiera)             | A     | Dan Ndoye            |
| 30 | Svizzera (bandiera)             | D     | Nicolas Gétaz        |
| 33 | Svizzera (bandiera)             | A     | Isaac Schmidt        |
| 37 | Francia (bandiera)              | D     | Mickaël Nanizayamo   |
| 39 | Svizzera (bandiera)             | A     | Josias Lukembila     |
| 40 | Francia (bandiera)              | P     | Mory Diaw            |
| 41 | Svizzera (bandiera)             | D     | Adam Ouattara        |
| 42 | Svizzera (bandiera)             | C     | Gabriel Barès        |
| 43 | Svizzera (bandiera)             | D     | Ruben Machado        |
| 50 | Svizzera (bandiera)             | P     | Noah Falk            |
| 99 | Bosnia ed Erzegovina (bandiera) | A     | Aldin Turkeš         |

## Organigramma societario
Area tecnica
- Allenatore: Giorgio Contini
- Allenatore in seconda: Umberto Romano
- Preparatore dei portieri: Florent Delay
- Preparatori atletici: Sébastien Devillaz

## Calciomercato

### Sessione estiva
| Acquisti | Acquisti            | Acquisti         | Acquisti |
| R.       | Nome                | da               | Modalità |
| -------- | ------------------- | ---------------- | -------- |
| C        | Christian Schneuwly | Lucerna          |          |
| P        | Mory Diaw           | Utd Zurigo       |          |
| P        | Noah Falk           | Losanna U18      |          |
| A        | Josias Lukembila    | Losanna U21      |          |
| D        | Elton Monteiro      | Miedź Legnica    |          |
| A        | Isaac Schmidt       | Losanna U21      |          |
| A        | Aldin Turkeš        | Rapperswil-Jona  |          |
| C        | Enzo Zidane         | Rayo Majadahonda |          |

| Cessioni | Cessioni            | Cessioni             | Cessioni |
| R.       | Nome                | a                    | Modalità |
| -------- | ------------------- | -------------------- | -------- |
| D        | Brandão             | Porto B              |          |
| C        | Enzo Zidane         | Desp. Aves           |          |
| P        | Diego Berchtold     | Thun                 |          |
| A        | Roman Buess         | Winterthur           |          |
| D        | Jérémy Manière      | Stade Lausanne-Ouchy |          |
| A        | Francesco Margiotta | Lucerna              |          |
| D        | Adam Ouattara       | Losanna U21          |          |

### Sessione invernale
| Acquisti | Acquisti | Acquisti | Acquisti |
| R.       | Nome     | da       | Modalità |
| -------- | -------- | -------- | -------- |

| Cessioni | Cessioni            | Cessioni       | Cessioni |
| R.       | Nome                | a              | Modalità |
| -------- | ------------------- | -------------- | -------- |
| A        | Sancidino Silva     | Ararat         |          |
| D        | Sinclair Baddy Dega | Étoile Carouge |          |
| D        | Lucas Pos           | Stade Nyonnais |          |

## Risultati

### Challenge League

#### Prima fase, girone di andata
| Arbitro: | Jancevski |

|                         |           |                        |
| Bunjaku 58’ Sessolo 88’ | Marcatori | 62’ N'Ganga 71’ Turkeš |

| Arbitro: | Gianforte |

|                                     |           |  |
| Geissmann 47’ Zeqiri 54’ Turkeš 68’ | Marcatori |  |

| Arbitro: | Cibelli |

|  |           |                                                                      |
|  | Marcatori | 27’ Flo 40’ Turkeš 46’ Dominguez 55’ Zeqiri 65’ Geissmann 82’ Pasche |

| Arbitro: | Tschudi |

|                                        |           |  |
| Turkeš 9’ Monteiro 27’ Zeqiri 57’, 72’ | Marcatori |  |

| Arbitro: | Bieri |

|                                                            |           |               |
| Geissmann 37’ Turkeš 53’ Boranijašević 56’ Zeqiri 79’, 90’ | Marcatori | 86’ Spadanuda |

| Arbitro: | Piccolo |

|                                     |           |  |
| Parapar 56’ Gazzetta 59’ Oussou 82’ | Marcatori |  |

| Arbitro: | Jaccottet |

|          |           |                 |
| Dorn 45’ | Marcatori | 21’, 82’ Turkeš |

| Arbitro: | Schnyder |

|                      |           |           |
| Zeqiri 36’ Ndoye 81’ | Marcatori | 60’ Bašić |

| Arbitro: | Horisberger |

|                     |           |                          |
| Fazliu 51’ Duah 62’ | Marcatori | 17’ Schneuwly 37’ Turkeš |

#### Prima fase, girone di ritorno
| Losanna 4 ottobre 2019, ore 20:00 CEST 10ª giornata | Losanna | 0 – 0 referto | Winterthur | Stade Olympique de la Pontaise (2 120 spett.)\| Arbitro: \| Tschudi \| |
| Arbitro:                                            | Tschudi |               |            |                                                                        |

| Arbitro: | Schärer |

|                |           |                          |
| Flo 49’ (aut.) | Marcatori | 3’, 11’ Turkeš 8’ Zeqiri |

| Arbitro: | Dudic |

|                                                                           |           |  |
| Turkeš 25’ Schneuwly 37’ Zeqiri 51’ Pogam 78’ (aut.) Dominguez 90’ (rig.) | Marcatori |  |

| Arbitro: | Kanagasingam |

|                                     |           |                           |
| Antunes 20’ Bahloul 36’ Marzouk 80’ | Marcatori | 72’ Kukuruzović 75’ Koura |

| Arbitro: | Piccolo |

|                                                                 |           |  |
| Zeqiri 31’, 49’ Kukuruzović 37’ Turkeš 54’ (rig.) Schneuwly 78’ | Marcatori |  |

| Arbitro: | Schnyder |

|                                                      |           |  |
| Zeqiri 32’ Flo 39’ Turkeš 50’ Monteiro 80’ Koura 90’ | Marcatori |  |

| Arbitro: | Schärli |

|               |           |                      |
| Dzonlagic 48’ | Marcatori | 22’ Turkeš 87’ Ndoye |

| Arbitro: | von Mandach |

|  |           |                             |
|  | Marcatori | 63’ Lüchinger 80’ Coulibaly |

| Arbitro: | Piccolo |

|           |           |                |
| Cabral 1’ | Marcatori | 9’, 75’ Turkeš |

#### Seconda fase, girone di andata
| Sciaffusa 24 gennaio 2020, ore 20:00 CET 19ª giornata | Sciaffusa | 0 – 0 referto | Losanna | LIPO Park (849 spett.)\| Arbitro: \| San \| |
| Arbitro:                                              | San       |               |         |                                             |

| Arbitro: | Gianforte |

|                      |           |  |
| Loosli 13’ Koura 74’ | Marcatori |  |

| Arbitro: | Wolfensberger |

|  |           |                                 |
|  | Marcatori | 30’ (rig.) Turkeš 73’ Schneuwly |

| Arbitro: | San |

|            |           |  |
| Loosli 66’ | Marcatori |  |

| Arbitro: | Wolfensberger |

|  |           |                                                  |
|  | Marcatori | 3’ Puertas 41’ (aut.) Arnold 58’ Ndoye 84’ Koura |

| Arbitro: | Dudic |

|               |           |              |
| Muntwiler 89’ | Marcatori | 32’ Oliveira |

| Arbitro: | Jaccottet |

|           |           |                |
| Koura 51’ | Marcatori | 65’ Milinceanu |

| Arbitro: | Bieri |

|                                      |           |            |
| Wittwer 37’ Khalifa 59’ Gjorgjev 86’ | Marcatori | 51’ Turkeš |

| Losanna 30 giugno 2020, ore 20:30 CEST 27ª giornata | Losanna   | 0 – 0 referto | Stade Lausanne-Ouchy | Stade Olympique de la Pontaise (1 000 spett.)\| Arbitro: \| Jancevski \| |
| Arbitro:                                            | Jancevski |               |                      |                                                                          |

#### Seconda fase, girone di ritorno
| Arbitro: | Cibelli |

|                                              |           |                                              |
| Balaj 25’, 66’, 79’ Zverotić 62’ Alounga 82’ | Marcatori | 8’, 90’ Zeqiri 44’ Schneuwly 47’ Kukuruzović |

| Arbitro: | Huwiler |

|                     |           |           |
| Zeqiri 7’ Ndoye 17’ | Marcatori | 39’ Čyžas |

| Arbitro: | Staubli |

|            |           |  |
| Turkeš 30’ | Marcatori |  |

| Arbitro: | Piccolo |

|  |           |                           |
|  | Marcatori | 25’, 36’ Koura 64’ Turkeš |

| Arbitro: | Dudic |

|                     |           |  |
| Mesonero 90’ (aut.) | Marcatori |  |

| Arbitro: | Horisberger |

|                         |           |            |
| Schmid 62’ Sülüngöz 69’ | Marcatori | 55’ Turkeš |

| Arbitro: | Gianforte |

|                |           |                         |
| Nanizayamo 67’ | Marcatori | 35’ Mahamid 89’ Doumbia |

| Arbitro: | Wolfensberger |

|  |           |                                                           |
|  | Marcatori | 15’ (aut.) Maletić 51’ Boranijašević 65’ Pasche 90’ Gétaz |

| Arbitro: | Cibelli |

|                                                    |           |                          |
| Zeqiri 24’, 68’ Turkeš 31’ Schneuwly 40’ Ndoye 62’ | Marcatori | 19’, 33’ Duah 55’ Fazliu |

### Coppa Svizzera
| Soletta 17 agosto 2019, ore 18:00 CEST Primo turno                                                       | Iliria Solothurn | 1 – 6 referto                                            | Losanna | Stadion Solothurn (800 spett.) |
| \| \| \| \| \| Sulejmani 12’ \| Marcatori \| 5’, 49’ Ndoye 8’, 19’ Zeqiri 47’ (rig.), 53’ Kukuruzović \| |                  |                                                          |         |                                |
| |                  |                                                          |         |                                |
| Sulejmani 12’                                                                                            | Marcatori        | 5’, 49’ Ndoye 8’, 19’ Zeqiri 47’ (rig.), 53’ Kukuruzović |         |                                |

| Arbitro: | Tschudi |

|                                          |           |  |
| Turkeš 48’ Zeqiri 58’ Daprelà 64’ (aut.) | Marcatori |  |

| Arbitro: | Schnyder |

|                                                                            |           |  |
| Turkeš 31’, 44’ Monteiro 34’ Kukuruzović 45’ Neitzke 65’ (aut.) Zeqiri 70’ | Marcatori |  |

| Arbitro: | Bieri |

|                          |           |                             |
| Zeqiri 72’ Geissmann 73’ | Marcatori | 54’, 67’ Cabral 104’ Widmer |

## Statistiche

### Statistiche di squadra
| Competizione     | Punti | In casa | In casa | In casa | In casa | In casa | In casa | In trasferta | In trasferta | In trasferta | In trasferta | In trasferta | In trasferta | Totale | Totale | Totale | Totale | Totale | Totale | DR  |
| Competizione     | Punti | G       | V       | N       | P       | Gf      | Gs      | G            | V            | N            | P            | Gf           | Gs           | G      | V      | N      | P      | Gf     | Gs     | DR  |
| ---------------- | ----- | ------- | ------- | ------- | ------- | ------- | ------- | ------------ | ------------ | ------------ | ------------ | ------------ | ------------ | ------ | ------ | ------ | ------ | ------ | ------ | --- |
| Challenge League | 73    | 18      | 13      | 3       | 2       | 43      | 11      | 18           | 9            | 4            | 5            | 41           | 25           | 36     | 22     | 7      | 7      | 84     | 36     | +48 |
| Coppa Svizzera   | -     | 3       | 2       | 0       | 1       | 11      | 3       | 1            | 1            | 0            | 0            | 6            | 1            | 4      | 3      | 0      | 1      | 17     | 4      | +13 |
| Totale           | 73    | 21      | 15      | 3       | 3       | 54      | 14      | 19           | 10           | 4            | 5            | 47           | 26           | 40     | 25     | 7      | 8      | 101    | 40     | +61 |

### Andamento in campionato
| Giornata  | 1 | 2 | 3 | 4 | 5 | 6 | 7 | 8 | 9 | 10 | 11 | 12 | 13 | 14 | 15 | 16 | 17 | 18 | 19 | 20 | 21 | 22 | 23 | 24 | 25 | 26 | 27 | 28 | 29 | 30 | 31 | 32 | 33 | 34 | 35 | 36 |
| --------- | - | - | - | - | - | - | - | - | - | -- | -- | -- | -- | -- | -- | -- | -- | -- | -- | -- | -- | -- | -- | -- | -- | -- | -- | -- | -- | -- | -- | -- | -- | -- | -- | -- |
| Luogo     | T | C | T | C | C | T | T | C | T | C  | T  | C  | T  | C  | C  | T  | C  | T  | T  | C  | T  | C  | T  | T  | C  | T  | C  | T  | C  | C  | T  | C  | T  | C  | T  | C  |
| Risultato | N | V | V | V | V | P | V | V | N | N  | V  | V  | P  | V  | V  | V  | P  | V  | N  | V  | V  | V  | V  | N  | N  | P  | N  | P  | V  | V  | V  | V  | P  | P  | V  | V  |
| Posizione | 4 | 2 | 2 | 1 | 1 | 1 | 1 | 1 | 1 | 1  | 1  | 1  | 1  | 1  | 1  | 1  | 1  | 1  | 1  | 1  | 1  | 1  | 1  | 1  | 1  | 1  | 1  | 1  | 1  | 1  | 1  | 1  | 1  | 1  | 1  | 1  |

Legenda:

Luogo: C = Casa; T = Trasferta. Risultato: V = Vittoria; N = Pareggio; P = Sconfitta.

### Statistiche dei giocatori
| Giocatore        | Challenge League | Challenge League | Challenge League | Challenge League | Coppa Svizzera | Coppa Svizzera | Coppa Svizzera | Coppa Svizzera | Totale   | Totale | Totale      | Totale     |
| Giocatore        | Presenze         | Reti             | Ammonizioni      | Espulsioni       | Presenze       | Reti           | Ammonizioni    | Espulsioni     | Presenze | Reti   | Ammonizioni | Espulsioni |
| ---------------- | ---------------- | ---------------- | ---------------- | ---------------- | -------------- | -------------- | -------------- | -------------- | -------- | ------ | ----------- | ---------- |
| G. Barès         | 8                | 0                | 1                | 0                | 0              | 0              | 0              | 0              | 8        | 0      | 1           | 0          |
| N. Boranijašević | 35               | 2                | 2                | 0                | 4              | 0              | 0              | 0              | 39       | 2      | 2           | 0          |
| A. Cabral        | 1                | 0                | 0                | 0                | 1              | 0              | 0              | 0              | 2        | 0      | 0           | 0          |
| T. Castella      | 30               | 0                | 0                | 0                | 2              | 0              | 1              | 0              | 32       | 0      | 1           | 0          |
| S. Dega          | 0                | 0                | 0                | 0                | 0              | 0              | 0              | 0              | 0        | 0      | 0           | 0          |
| M. Diaw          | 5                | 0                | 0                | 0                | 2              | 0              | 0              | 0              | 7        | 0      | 0           | 0          |
| M. Dominguez     | 27               | 2                | 5                | 0                | 1              | 0              | 1              | 0              | 28       | 2      | 6           | 0          |
| N. Falk          | 0                | 0                | 0                | 0                | 0              | 0              | 0              | 0              | 0        | 0      | 0           | 0          |
| P. Flo           | 30               | 2                | 1                | 1                | 3              | 0              | 0              | 0              | 33       | 2      | 1           | 1          |
| J. Geissmann     | 30               | 3                | 4                | 0                | 3              | 1              | 0              | 0              | 33       | 4      | 4           | 0          |
| N. Gétaz         | 19               | 1                | 4                | 0                | 4              | 0              | 0              | 0              | 23       | 1      | 4           | 0          |
| M. Jenz          | 0                | 0                | 0                | 0                | 0              | 0              | 0              | 0              | 0        | 0      | 0           | 0          |
| A. Koura         | 20               | 7                | 2                | 0                | 1              | 0              | 0              | 0              | 21       | 7      | 2           | 0          |
| S. Kukuruzović   | 35               | 3                | 0                | 0                | 4              | 3              | 0              | 0              | 39       | 6      | 0           | 0          |
| N. Loosli        | 24               | 2                | 3                | 0                | 3              | 0              | 0              | 1              | 27       | 2      | 3           | 1          |
| J. Lukembila     | 3                | 0                | 0                | 0                | 0              | 0              | 0              | 0              | 3        | 0      | 0           | 0          |
| R. Machado       | 1                | 0                | 0                | 0                | 0              | 0              | 0              | 0              | 1        | 0      | 0           | 0          |
| E. Monteiro      | 23               | 2                | 7                | 1                | 4              | 1              | 0              | 0              | 27       | 3      | 7           | 1          |
| I. N'Ganga       | 25               | 1                | 1                | 0                | 2              | 0              | 0              | 0              | 27       | 1      | 1           | 0          |
| M. Nanizayamo    | 10               | 1                | 2                | 0                | 0              | 0              | 0              | 0              | 10       | 1      | 2           | 0          |
| D. Ndoye         | 30               | 5                | 6                | 0                | 4              | 2              | 1              | 0              | 34       | 7      | 7           | 0          |
| J. Oliveira      | 32               | 1                | 3                | 0                | 4              | 0              | 0              | 0              | 36       | 1      | 3           | 0          |
| A. Ouattara      | 2                | 0                | 0                | 0                | 0              | 0              | 0              | 0              | 2        | 0      | 0           | 0          |
| A. Pasche        | 20               | 2                | 4                | 0                | 1              | 0              | 1              | 0              | 21       | 2      | 5           | 0          |
| C. Puertas       | 26               | 1                | 6                | 0                | 3              | 0              | 2              | 0              | 29       | 1      | 8           | 0          |
| S. Rapp          | 0                | 0                | 0                | 0                | 0              | 0              | 0              | 0              | 0        | 0      | 0           | 0          |
| I. Schmidt       | 7                | 0                | 2                | 0                | 0              | 0              | 0              | 0              | 7        | 0      | 2           | 0          |
| C. Schneuwly     | 31               | 6                | 3                | 0                | 4              | 0              | 1              | 0              | 35       | 6      | 4           | 0          |
| D. Silva         | 1                | 0                | 0                | 0                | 0              | 0              | 0              | 0              | 1        | 0      | 0           | 0          |
| M. Tsoungui      | 0                | 0                | 0                | 0                | 0              | 0              | 0              | 0              | 0        | 0      | 0           | 0          |
| A. Turkeš        | 34               | 22               | 5                | 0                | 4              | 3              | 1              | 0              | 38       | 25     | 6           | 0          |
| A. Zeqiri        | 33               | 17               | 4                | 0                | 4              | 5              | 1              | 0              | 37       | 22     | 5           | 0          |